# Purble Place
Purble Place — набір із трьох навчальних ПК-відеоігор, розроблених Oberon Media для Windows Vista та Windows 7.

## Історія
Purble Place було публічно представлено у Windows Vista (збірка 5219) разом із Chess Titans і Mahjong Titans. Ця збірка була випущена в січні 2007 року.

## Ігри
Колекція має єдиний домашній екран, який представляє три гри: Purble Pairs, Comfy Cakes і Purble Shop.

### Purble Pairs
Purble Pairs — це гра на розпізнавання образів і запам’ятовування, подібна до Concentration. Мета полягає в тому, щоб очистити ігрове поле за найменшу кількість ходів. З підвищенням рівня навичок з'являється таймер, розмір сітки збільшується, і використовуються більш схожі картинки. Рівень Початківець має одну сітку 5х5, «Середній» — дві сітки 6х6, а «Просунутий» — чотири сітки 8х8 (трилисники, сердечка, смайлики або жувальні гумки), які потрібно зібрати за партію. Гра розрахована на час: якщо пари не будуть знайдені за виділений час, то гра вважатиметься програною. На додачу до блазня, який автоматично знаходить інший збіг із відкритою карткою, на вищих рівнях присутні численні спеціальні пари, як-от карта станції випікання тіста в Comfy Cakes, яка перемішує дошку, коли з’єднується пара, годинник, який додає більше часу до таймера та шеф-кухаря Comfy Cakes, який автоматично знаходить і зіставляє пари карток із тістечками. Монетний бонус Sneak Peek дозволяє гравцеві відкрити всі карти, що залишилися, на кілька секунд, але кожна відкрита таким чином карта зараховується як хід. Ця гра недоступна в Purble Place v0.4, ранній версії 2005 року.

### Comfy Cakes
Comfy Cakes — це гра на зорово-моторну координацію, мета якої полягає в тому, щоб виконувати замовлення в пекарні, збираючи торт відповідно до завдання, вказаного на екрані, керуючи стрічкою конвеєра, яка доставляє торт до різних станцій. Елементи торта включають форму форми (квадратну, круглу або серцеподібну), смак тіста (полуниця, шоколад або ваніль), три шари торта (червоний, зелений або білий), необов’язкову глазур (полуничну, шоколадну або ванільну), та інші прикраси (наприклад, цукор може бути посипаний поверх торта, а в більш рідкісних випадках полум’я застосовується до крижаних тортів для створення гладкої глазурі), а також кнопка обертання у версії 0.4. Якщо пиріг не відповідає специфікації на екрані, гравець отримує штраф, а пиріг викидається. Якщо гравець надсилає два або три неправильні накази щодо збірки торта, гра закінчується. Після того, як певна кількість правильних замовлень буде доставлено, гравець виграє гру, а рахунок заноситься в таблицю. Остаточний рахунок залежить від кількості випечених тортів, кількості надісланих невірних замовлень і ефективності гравця. На вищих рівнях специфікації тортів стають складнішими, і кілька тістечок потрібно виготовляти паралельно на одному конвеєрі. Гравець готує приблизно п’ять-шість (або вісім у версії 0.4) тістечок на одному з рівнів складності. Коли гравець не вкладається розміром у вощений папір, комп'ютер повідомляє йому, що хід заборонено.

### Purble Shop
Purble Shop — це гра на розгадування коду. Комп’ютер визначає колір до п’яти елементів (топер (волосся у версії 0.4), очі, ніс, рот і одяг), які приховані від гравця. Гравець може вибирати з набору кольорів (червоний, фіолетовий, жовтий, синій або зелений), причому колір може бути використаний один раз, кілька разів або не використовуватися. Потім гравець намагається визначити або вгадати правильні кольори об’єктів за допомогою обмеженої кількості відгадок (недоступно на рівні складності для початківців). Є три рівні складності: для початківців з трьома функціями в трьох можливих кольорах; 33 = 27 різних можливих рішень, середній рівень з 44 = 256 рішень і просунутий з 55 = 3125 рішень. Початковий і середній рівні — це ігри на вгадування, де після кожного ходу комп’ютер повідомляє гравцеві, які предмети правильні,  тому тут мало можливостей для дедукції. На просунутому рівні комп’ютер не повідомляє гравцеві, які конкретні предмети були правильними, повідомляючи лише про кількість вибраних у правильному кольорі та положенні, а також кількість вибраних у правильному кольорі, але в неправильному положенні.ей рівень схожий на гру з кольоровими кілочками Mastermind, де успіх вимагає логічних міркувань (хоча є невеликий шанс досягти успіху завдяки влучним здогадкам).